# Roger Bigod
Roger Bigod († September 1107 in Earsham) war ein anglonormannischer Adliger. Er gilt als Begründer der Adelsfamilie Bigod.

## Herkunft
Roger Bigod war vermutlich ein Sohn von Robert Bigod, eines kleinen Gefolgsmanns des Grafen von Mortain, der 1055 die geplante Rebellion seines Oberherrn an Herzog Wilhelm von der Normandie verraten hatte. Zur Belohnung hatte er unter der Oberherrschaft von Bischof Odo von Bayeux eine kleine Herrschaft im Calvados. Obwohl gelegentlich behauptet wird, dass Robert Bigod an der normannischen Eroberung Englands und an der Schlacht bei Hastings teilgenommen hat, ist dies unwahrscheinlich.

## Leben
Roger Bigod wird erstmals 1075 genannt, als er von seinem Oberherrn Bischof Odo von Bayeux einen größeren Landbesitz in East Anglia erhielt, nachdem der bisherige Besitzer, Earl Ralph de Gaël, wegen des gescheiterten Aufstands der Grafen aus England vertrieben worden war. Von 1081 bis 1086 diente Bigod als Sheriff von Norfolk. Vermutlich benutzte er dieses Amt, um seinen Landbesitz wesentlich zu vergrößern, denn im Domesday Book wird 1086 der jährliche Wert seiner Honour mit £ 430 angegeben, womit sie an 15. Stelle der englischen Herrschaften stand. König Wilhelm II. setzte Bigod 1087 als Sheriff ab. Daraufhin besetzte oder befestigte Bigod Norwich Castle und befahl einem seiner Vasallen, das bislang der Abtei von Bury St Edmunds gehörende Gut von Southwold zu besetzen. Der König lenkte angesichts der Opposition Bigods ein und ernannte ihn 1091 wieder zum Sheriff von Norfolk sowie zum Steward of the Royal Household. Diese beiden Ämter behielt er bis zu seinem Tod.

## Ehen und Erbe
Bigod war zweimal verheiratet. In erster Ehe hatte er Adelaide geheiratet, in seiner zweiten Ehe Alice de Tosny. Sein Erbe wurde zunächst sein Sohn William aus erster Ehe, der jedoch 1120 beim Untergang des White Ship ums Leben kam. Daraufhin wurde sein Sohn Hugh aus seiner zweiten Ehe sein Erbe. Zu seinen weiteren Kindern gehörten Maud Bigod, die William d’Aubigny Pincerna, Lord of Buckenham aus dem Haus Aubigny heiratete, und Cecilia, die William d’Aubigné Brito heiratete.
Um 1104 hatte Bigod Thetford Priory gestiftet, dazu war er Schutzherr des Priorats der Kathedrale von Norwich. Nach seinem Tod kam es zwischen den Mönchen des Kathedralpriorats und denen von Thetford zu einem Streit, wo Bigod beigesetzt werden sollte. Beide Parteien behaupteten, dass Bigod ihre Kirche als Begräbnisplatz gewünscht hatte. Angeblich soll der Bischof von Norwich daraufhin Bigods Leichnam nachts heimlich in die Kathedrale von Norwich bringen lassen.